# Francesco Casnati
Francesco Casnati (né le 26 juin 1892 à Szombathely en Hongrie et mort le 24 juin 1970 à Côme) est un journaliste et critique littéraire italien.

## Biographie
Né en Hongrie d'un père italien et d'une mère originaire de Bohème, il vécut ensuite à Vienne. Il est réformé par l'armée italienne et ne peut participer aux combats de la Grande guerre. Journaliste à L'Ordine de Côme (Journal de la provinvce et du diocèse de Côme), il  fut  aussi quelque temps (de 1926 à 1928) secrétaire de rédaction au  Corriere della Serra.
Il devient un spécialiste de la littérature française publiant des essais sur Paul Claudel (1919), (s'opposant aux jugements négatifs portés sur lui par Benedetto Croce), Marcel Proust (1933), Charles Baudelaire (1936).
Bien que presque isolé à Côme, il participe au quatrième Congrès des écrivains et critiques catholiques à Naples  du 27 au 29 juin 1936. La censure fascistes supprima son nom de l'Annuaire de la presse italienne. Il continua à publier sous le pseudonyme de Perceval. À partir d'avril 1945, il peut exercer à nouveau en toute liberté sa profession de journaliste. Et à partir de 1946, il enseigne la littérature italienne contemporaine à l'Université catholique du Sacré-Cœur à Milan.
Il considérait « le travail critique comme un effort continu de la conscience, fondé sur une information et  une documentation vaste et approfondie en vue de la recherche scrupuleuse de la vérité éclairée par la foi catholique à laquelle se conformer en permanence. »
En 1960 il écrit la préface de la traduction italienne du roman de Joseph Malègue, Augustin ou Le Maître est là 
Il meurt à Côme le 26 juin 1970 où une rue porte son nom : Via Francesco Casnati, Como, Lombardia 22100, Italie.

## Sources
- Ciro Cuciniello, article Francesco Casnati  dans Dizionario Biografico degli Italiani Volume 21 (1978). En ligne
- Bulletin d'informations proustiennes, Numéros 1 à 8, Presses de l'École Normale Supérieure, Paris, 1975.